# 박장희 (가수)
박장희(1958년 ~)는 대한민국의 가수다. 2013년 싱글 《찔레꽃 당신》으로 데뷔했다.

## 방송
- 슈퍼스타K2 (2010)
- TOP밴드 1 (2011)
- 슈퍼스타K 2016 (2016) - Top64
- 인간극장

## 음반
- 서바이벌 TOP밴드 예선전 Part.2 (2011)
- 찔레꽃 당신 (2013)
- 그리움 (2014)